# La Palud-sur-Verdon
La Palud-sur-Verdon je francouzská obec v departementu Alpes-de-Haute-Provence v regionu Provence-Alpes-Côte d'Azur. V roce 2019 zde žilo 353 obyvatel.

## Geografie
Okolní obce jsou Majastres, Blieux, Rougon, Aiguines a Trigance (v departementu Var) a Moustiers-Sainte-Marie.
La Palud-sur-Verdon je vesnice, nalézající se v nadmořské výšce 982 m. Je známá převážně pro svou hřebenovou turistickou silnici, umožňující výhledy na kaňon Gorges du Verdon.
Do severní části katastru obce zasahuje pohoří Massif du Montdenier.

## Historie
Archeologické nálezy dosvědčují osídlení z doby bronzové. Na blízkém kopci Maireste se nalézalo keltské oppidum.
V raném středověku obec neexistovala. Polyptych Wadalde, sepsaný v roce 814, uvádí tři usedlosti a stodolu na aktuálním území La Palud-sur-Verdon.
Lokalita se objevila poprvé v listinách v roce 1062 pod názvem Castrum Novum (Châteauneuf). Hrad byl vybudován v nadmořské výšce 1143 m a v roce 1062 měl osm spoluvladařů. 
Samotná vesnice La Palud sur Verdon je poprvé zmíněna v roce 1114.

## Pozoruhodnosti

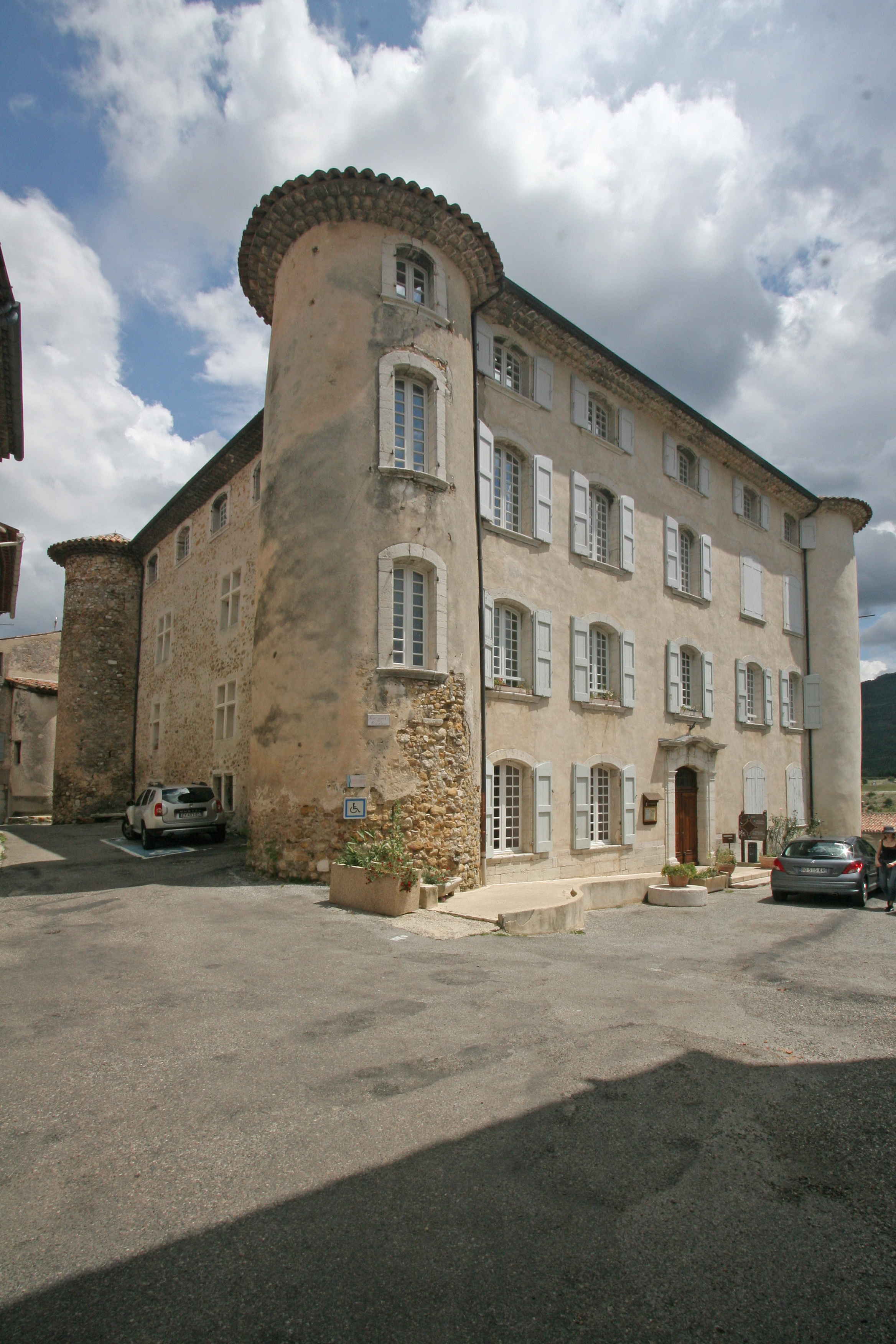
Zámek La Palud-sur-Verdon

Zámek - je třípatrová budova pocházející ze 17. století. V současné době je využívaná jako radnice, turistické informační centrum a muzeum (viz Château de la Palud-sur-Verdon).

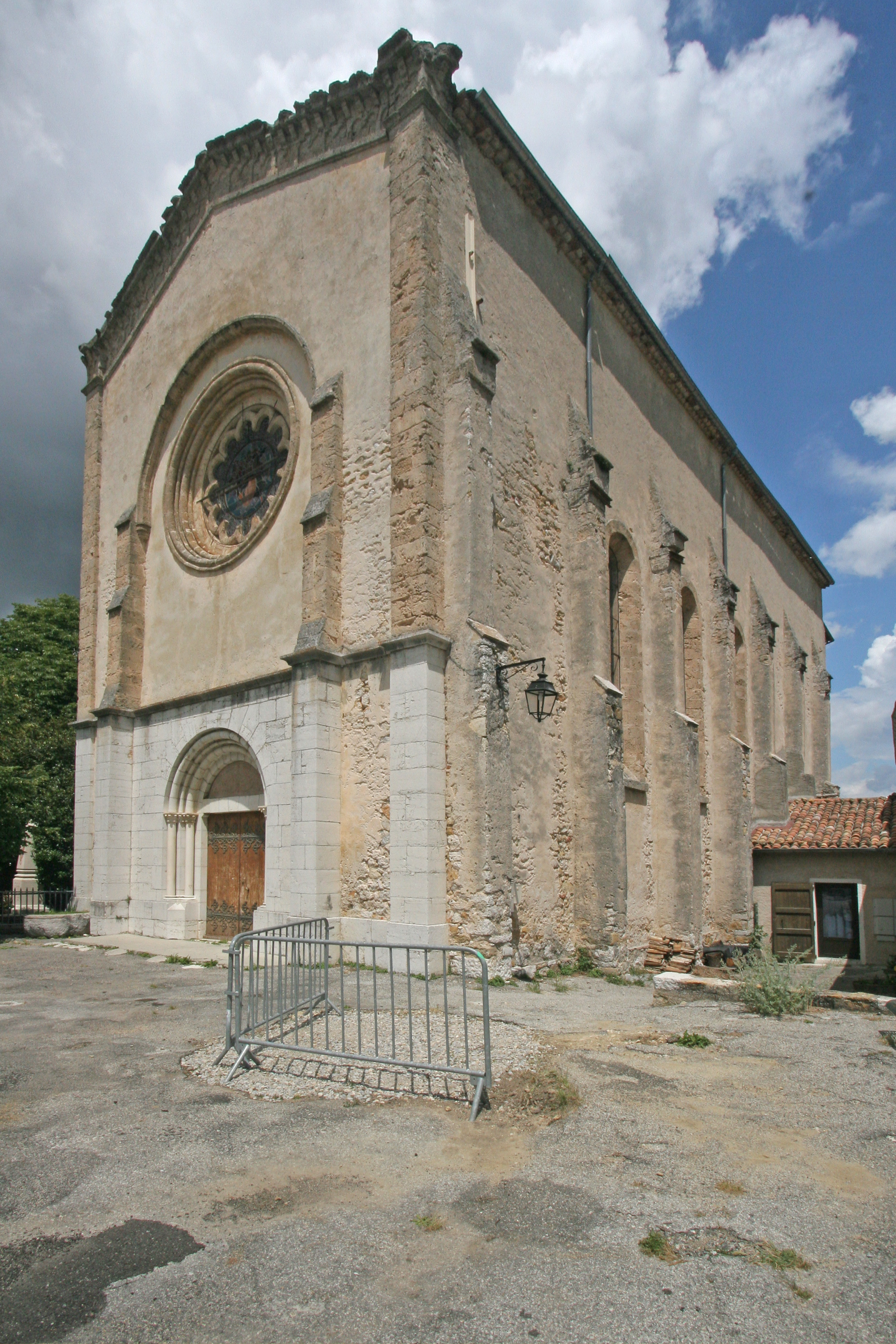
Farní kostel Notre-Dame de Vauvert de la Palud-sur-Verdon

Farní kostel Notre-Dame de Vauvert de la Palud-sur-Verdon pocházející z 11. století byl přestavěn v letech 1868-1870 (viz Kostel Notre-Dame de Vauvert de La Palud-sur-Verdon).